# A Dűne szelei
A Dűne szelei a Dűne-regénysorozat egy kötete, szerzői Brian Herbert és Kevin J. Anderson.
A szerzőpáros Paul Atreides – a fremeneknek Muad Dib – életéről ad plusz információt.
Paul Atreides – a fremeneknek Muad-Dib – halála után két nézet csap össze. Az egyik nézet az, hogy Paul messiás volt és ekként kell tisztelni. Hivatalos életrajzírója Anirul Corrino, aki Alia Atreides megbízásából dolgozik. A másik nézet szerint Paul nem volt messiás, csak egy egyszerű ember. Bronso Vernius röpiratokban állítja ezt, ami igencsak felbosszantja Aliát és a fremen papságot.
Lady Jessica elbeszéléséből tudja meg az olvasó, hogy Paul kérte meg Bronsót, hogy a Paulról kialakult mítoszt rombolja le.